# Eduard Kim
Eduard Kim (28 luglio 2005) è un nuotatore artistico kazako.

## Biografia
All'età di sedici anni ha partecipato ai mondiali di Budapest 2022, dove si è classificato 7º nel duo misto programma libero e tecnico, con la connazionale Zhaklin Yakimova.

## Palmarès
- Mondiali

Fukuoka 2023: bronzo nel solo tecnico
Doha 2024: oro nel duo misto tecnico

### Coppa del Mondo
- 13 podi:
  - 2 vittorie (1 nella gara individuale, 1 nel duo)
  - 9 secondi posti (4 nel duo e 5 nella gara individuale)
  - 2 terzi posti (1 nella gara individuale, 1 nel duo)

#### Coppa del mondo - vittorie
| Data           | Luogo   | Paese   | Disciplina     |
| -------------- | ------- | ------- | -------------- |
| 4 maggio 2024  | Parigi  | Francia | Duo tecnico Mx |
| 31 maggio 2024 | Markham | Canada  | Solo tecnico   |